# 唾棄すべき男

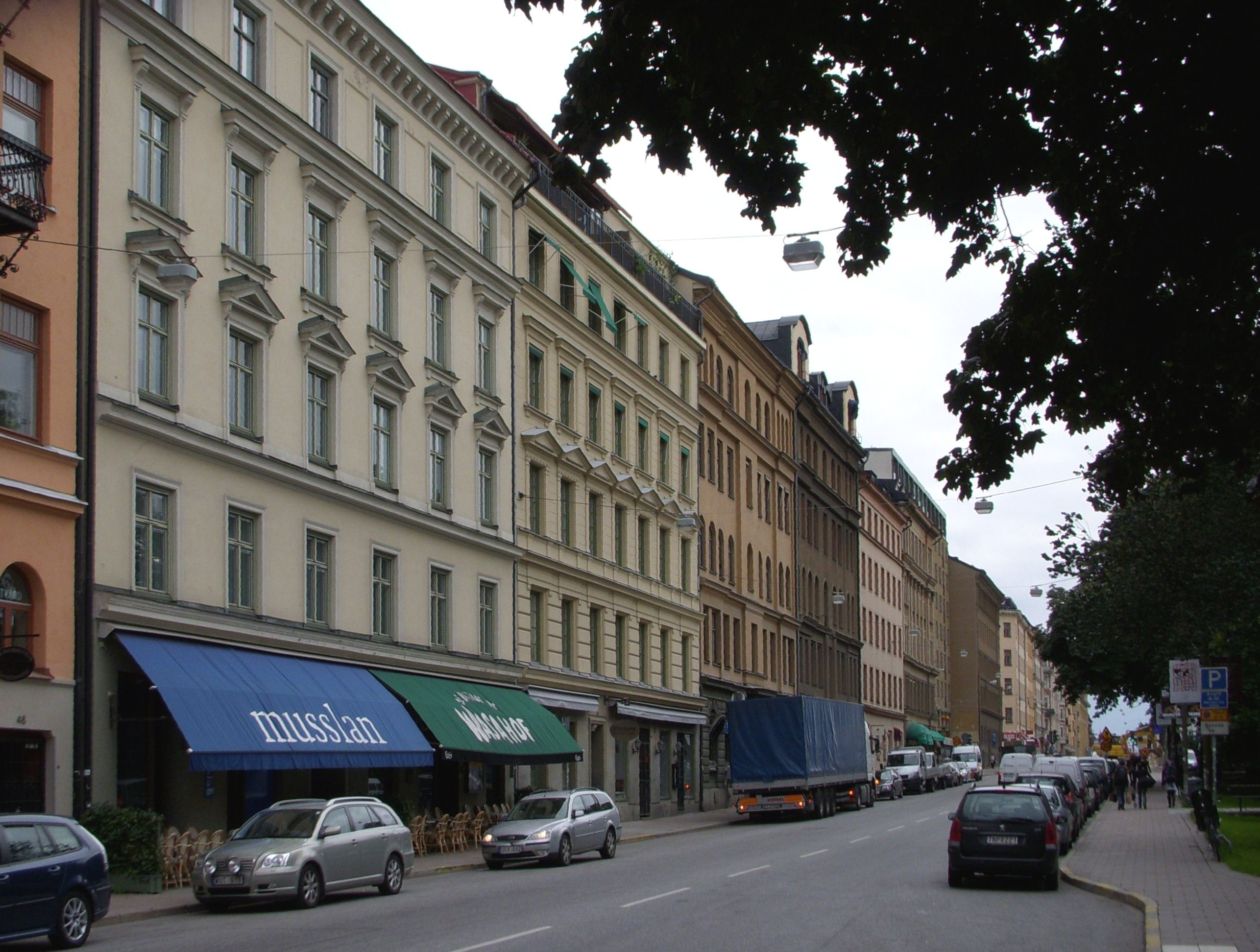
ダラガタン

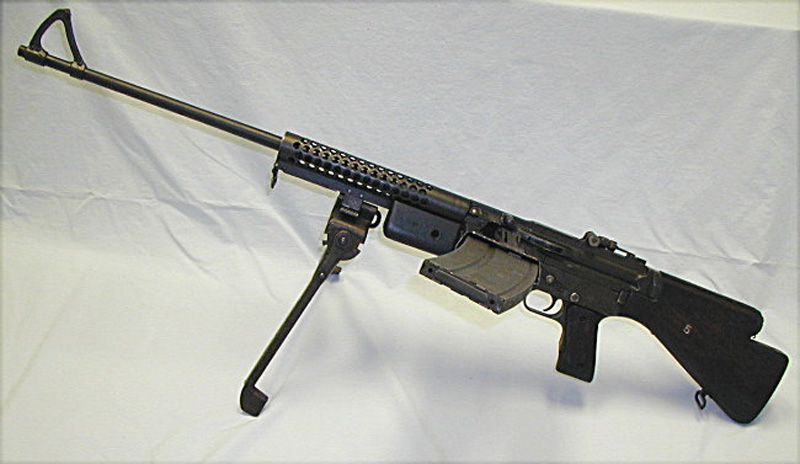
ジョンソン自動小銃

『唾棄すべき男』（だきすべきおとこ）は、ペール・ヴァールーとマイ・シューヴァル共著によるスウェーデンの警察小説「マルティン・ベック シリーズ」の第7作である。
翻訳の原書は、パンテオン・ブックス（Pantheon Books）の英語版「The Abominable Man」。

## あらすじ
1971年4月3日1時45分、ストックホルムのマウント・サバス病院で入院中の主任警部スティーグ・ニーマンが何者かに騎兵銃の銃剣で刺殺された。家庭では善き夫、父親であったが警察官としてのニーマンの周辺は悪評が多く、軍隊時代はその出身から「セフレから来た唾棄すべき男」というあだ名で呼ばれていた人物であった。
動機は怨恨によるものとみられ、ニーマンの過去を調べると法務省（Justitiedepartementet）の護民官宛のニーマンに関する訴状が幾通も出てきた。一方、ニーマンの妻の話では事件前日に夫の入院先を電話で尋ねてきた者がいたという。
胸騒ぎを感じながら行方の知れない訴状の差出人をベックが探し歩いている頃、ストックホルムの街中で銃声が響き渡った。

## 登場人物
マルティン・ベック
ストックホルム警察・殺人課・主任警視
レンナルト・コルベリ
ストックホルム警察・殺人課・主任警視代理
グンヴァルド・ラーソン
ストックホルム警察・殺人課・警部
エイナール・ルン
ストックホルム警察・殺人課・警部
スティーグ・ニーマン
ストックホルム警察・主任警部
ハラルド・ハルト
ストックホルム警察・警部
オーケ・エリクソン
元巡査